# Філоспадикс

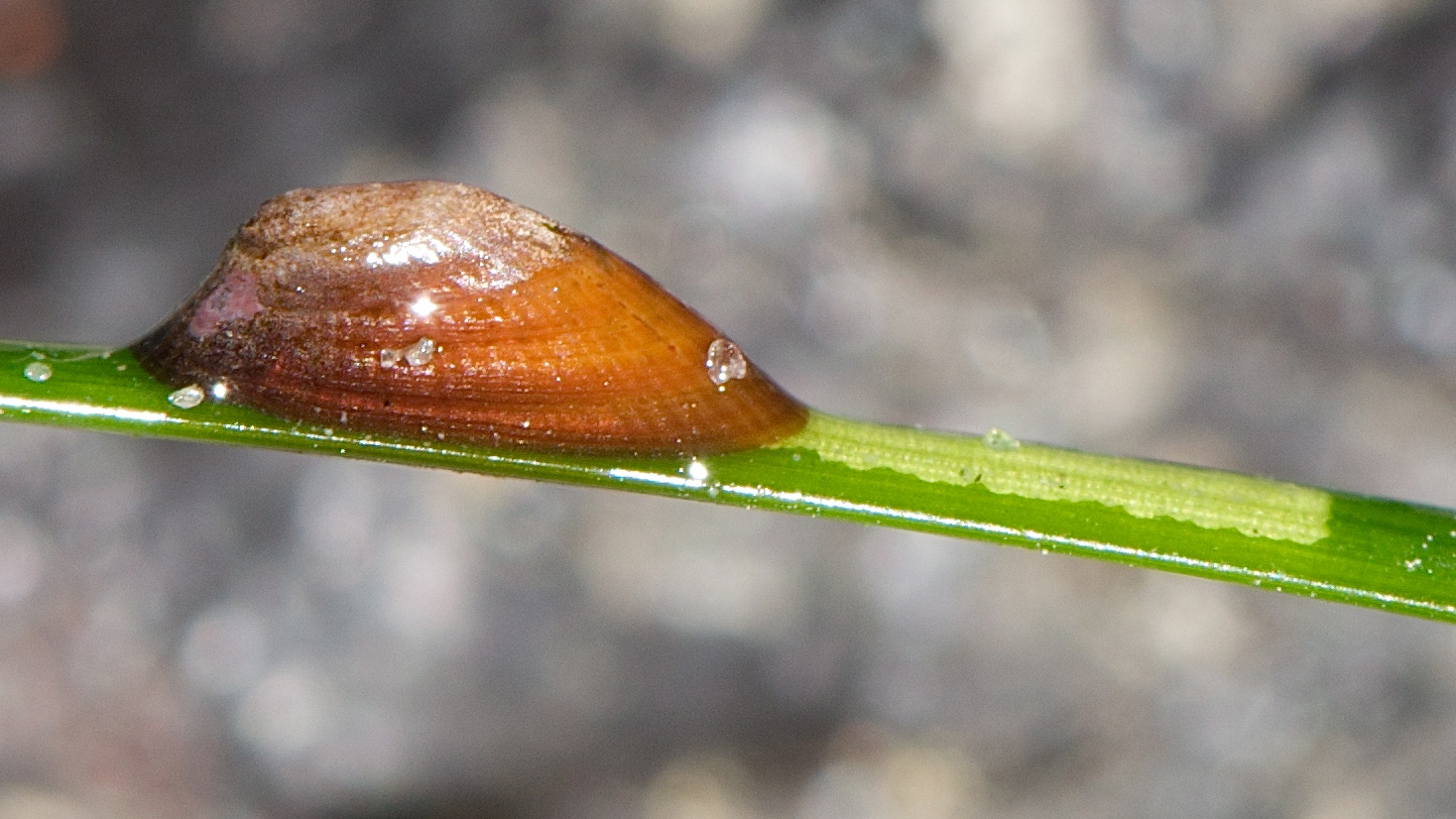
Phyllospadix є поживою для багатьох тварин, таких як, наприклад, Tectura palacea.

Філоспадикс (Phyllospadix) — рід морських трав, квіткових рослин з родини камкові (Zosteraceae), що містить 5 видів. Представники роду зустрічаються у морських водах на прибережжі помірної зони північної Пацифіки.

## Види
Містить такі види:
- Phyllospadix iwatensis
- Phyllospadix japonicus
- Phyllospadix scouleri
- Phyllospadix serrulatus
- Phyllospadix torreyi